# São João do Manhuaçu
São João do Manhuaçu là một đô thị thuộc bang Minas Gerais, Brasil. Đô thị này có diện tích 142,51 km², dân số năm 2007 là 9394 người, mật độ 70,6 người/km².